# Ponsonby
Ponsonby is een civil parish in het bestuurlijke gebied Copeland, in het Engelse graafschap Cumbria. In 2001 telde het dorp 92 inwoners.